# Melanonotus peruvianus
Melanonotus peruvianus är en insektsart som först beskrevs av Andrew Nelson Caudell 1913.  Melanonotus peruvianus ingår i släktet Melanonotus och familjen vårtbitare. Inga underarter finns listade i Catalogue of Life.